# Jeremiah O’Brien (Schiff)
Die Jeremiah O’Brien ist ein Liberty-Frachter, der im Zweiten Weltkrieg in den USA gebaut wurde. Das Schiff ist benannt nach Captain Jeremiah O’Brien (1744–1818), einem Kapitän im Amerikanischen Unabhängigkeitskrieg. Das fahrbereite Schiff liegt normalerweise an Pier 45 im Hafen von San Francisco (Kalifornien) und kann dort besichtigt werden. Es ist eines der wenigen noch erhaltenen Schiffe, die am D-Day an der Operation Overlord teilnahmen.

## Geschichte
Die Jeremiah O’Brien wurde von der New England Shipbuilding Corporation in South Portland (Maine) in nur 56 Tagen gebaut. Sie wurde am 19. Juni 1943 fertiggestellt und nahm ab 21. Juli am Geleitzug BX 64 von Boston nach Halifax teil. Danach fuhr sie im Geleitzug HX 249 von New York über den Nordatlantik nach Liverpool. Während des Kriegs überquerte sie in Geleitzügen mehrmals den Atlantik, nahm aber auch an kleinen Küstengeleitzügen wie den EN-Geleitzügen teil. Sie gehörte zur 6939 Schiffe zählenden Armada, die am 6. Juni 1944 in der Normandie landete. In ihren weiteren Reisen im aktiven Dienst fuhr sie diverse Häfen rund um die Welt an, darunter in Chile, Peru, Neuguinea, den Philippinen, Indien, China und Australien.
1946, nach dem Ende des Krieges, wurden viele der Liberty-Frachter ausgemustert und an in- und ausländische Firmen verkauft. Einige, darunter die Jeremiah O’Brien, wurden aufgelegt für eventuelle spätere Verwendung. Die O’Brien lag 33 Jahre lang in der Suisun Bay in der Reserveflotte. In den 1970er Jahren, als der Verkauf erneut zur Debatte stand, kam der Gedanke auf, eines der noch im Originalzustand verbliebenen Liberty-Schiffe zu erhalten. Eine Gruppe Freiwilliger setzte sich dafür ein, das am besten erhaltene Schiff für die Nachwelt zu bewahren. Die O’Brien konnte durch geschickte Manöver eines Angestellten des USMS auf der Verkaufs- und Abwrackliste immer wieder nach hinten geschoben werden. 1979, nach hunderten von Stunden Freiwilligenarbeit, in denen das Schiff „entmottet“ und gereinigt wurde, fuhr es unter eigener Kraft nach San Francisco in die Werft, wo es generalüberholt wurde. Kein anderes Schiff hat die Reserveflotte je unter eigener Maschine verlassen.
Nach einem Aufenthalt im Trockendock und vielen tausend Stunden Freiwilligenarbeit konnte die Jeremiah O’Brien ihren Betrieb als „lebendes“ Museum aufnehmen. Sie ist eine Gedenkstätte für die Seeleute der US-Handelsmarine, die im Zweiten Weltkrieg auf Liberty-Frachtern gedient haben, ihre Geschützmannschaften der Navy und die Zivilisten, die diese nach Stückzahlen größte Schiffsklasse aller Zeiten gebaut hatten. Im Januar 1986 wurde die Jeremiah O’Brien als National Historic Landmark eingestuft.
Der Maschinenraum der Jeremiah O’Brien diente im Film Titanic als Kulisse für den Maschinenraum des Luxusliners und die Tontechniker besuchten vier Mal das Schiff, um geeignete Hintergrundgeräusche für den Film aufzunehmen.
Zudem ist es im Film Birth of the Dragon zu sehen, als Wong Jack Man (gespielt von Xia Yu) mit diesem Schiff reist.

## 50. Jubiläum des D-Day
1994 sollte die Jeremiah O’Brien zum 50-jährigen Jubiläum des D-Day an die Küste der Normandie zurückkehren. Dafür musste sie erst wieder in einen seetauglichen Zustand versetzt werden, bevor sie durch den Panamakanal nach Osten fahren konnte. Sie fuhr über den Atlantik nach Großbritannien, wurde von der Queen begrüßt und auch vom US-Präsidenten besucht. Gefahren wurde sie, neben ein paar Kadetten der kalifornischen Marineakademie, von Veteranen, die schon im Krieg auf Liberty-Frachtern unterwegs gewesen waren und nun zum Teil schon über 70 Jahre alt waren.
Am 50. Jahrestag der größten Landungsoperation der Geschichte war die Jeremiah O’Brien vor der Küste Nordfrankreichs eine besondere Attraktion, denn sie war, abgesehen von ein paar kleinen Booten, das einzige Schiff, das selbst an der Operation beteiligt war. Insgesamt dauerte ihre 8. Reise (die ersten 7 entfielen auf ihre aktive Zeit) 6 Monate, während der sie 18.000 Meilen zurücklegte.
Heute liegt die O’Brien für gewöhnlich an Pier 45 in Fisherman’s Wharf in San Francisco und kann dort besichtigt werden. Regelmäßig wird die Maschine zu Demonstrationszwecken angeheizt und mehrmals pro Jahr werden Rundfahrten durchgeführt.
Neben der Jeremiah O’Brien existiert noch ein zweiter Liberty-Frachter, der fahrtüchtig ist, die John W. Brown in Baltimore. Im Gegensatz zur O’Brien wurde diese aber seit ihrer ursprünglichen Indienststellung mehrfach umgebaut.

## Bilder

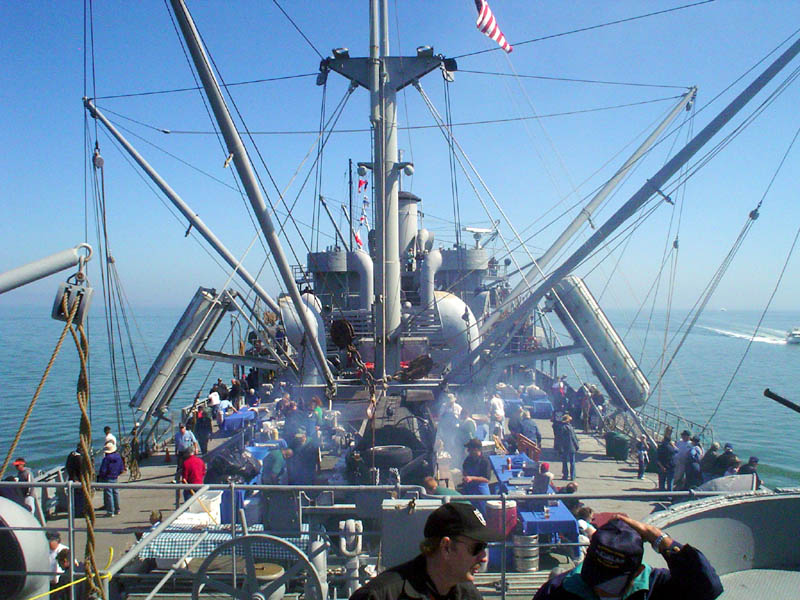
Jeremiah O’Brien in der San Pablo Bay
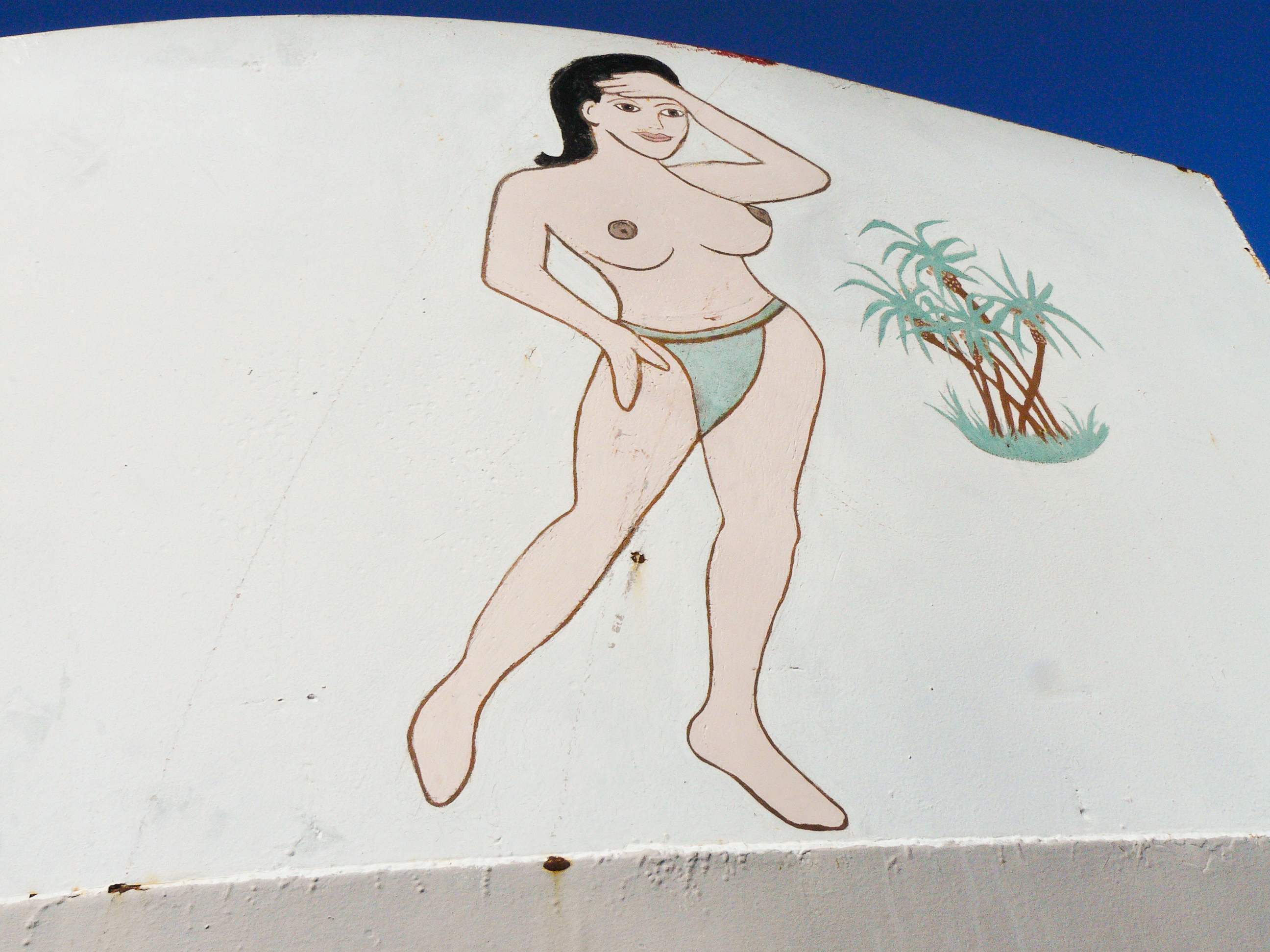
Zwei solche Zeichnungen von polynesischen Tänzerinnen wurden während ihrer Jungfernfahrt auf den Korb des Buggeschützes gemalt. Sie wurden später zwar übermalt, sind aber heute wieder zu sehen.
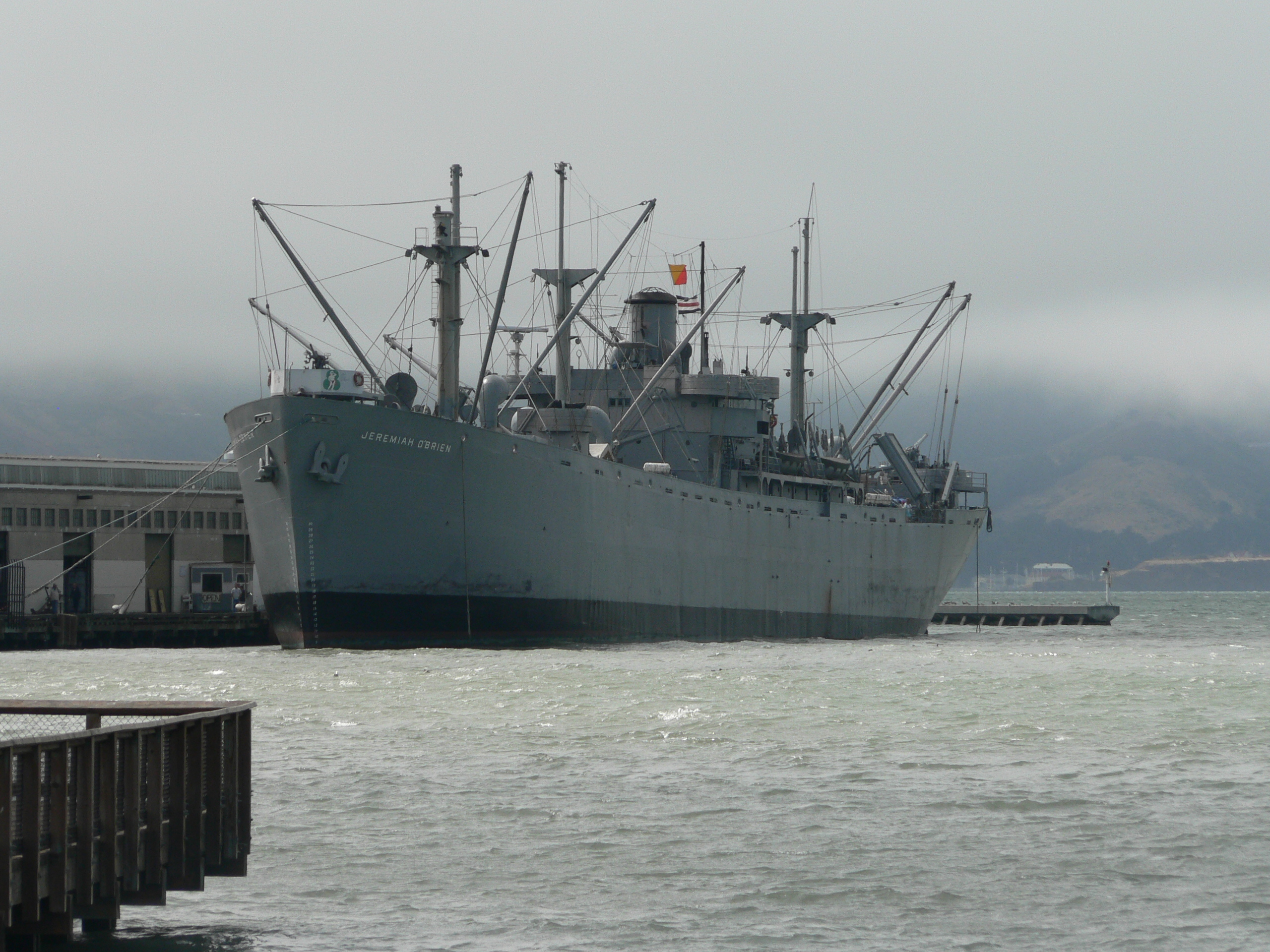
Backbordbug der Jeremiah O’Brien
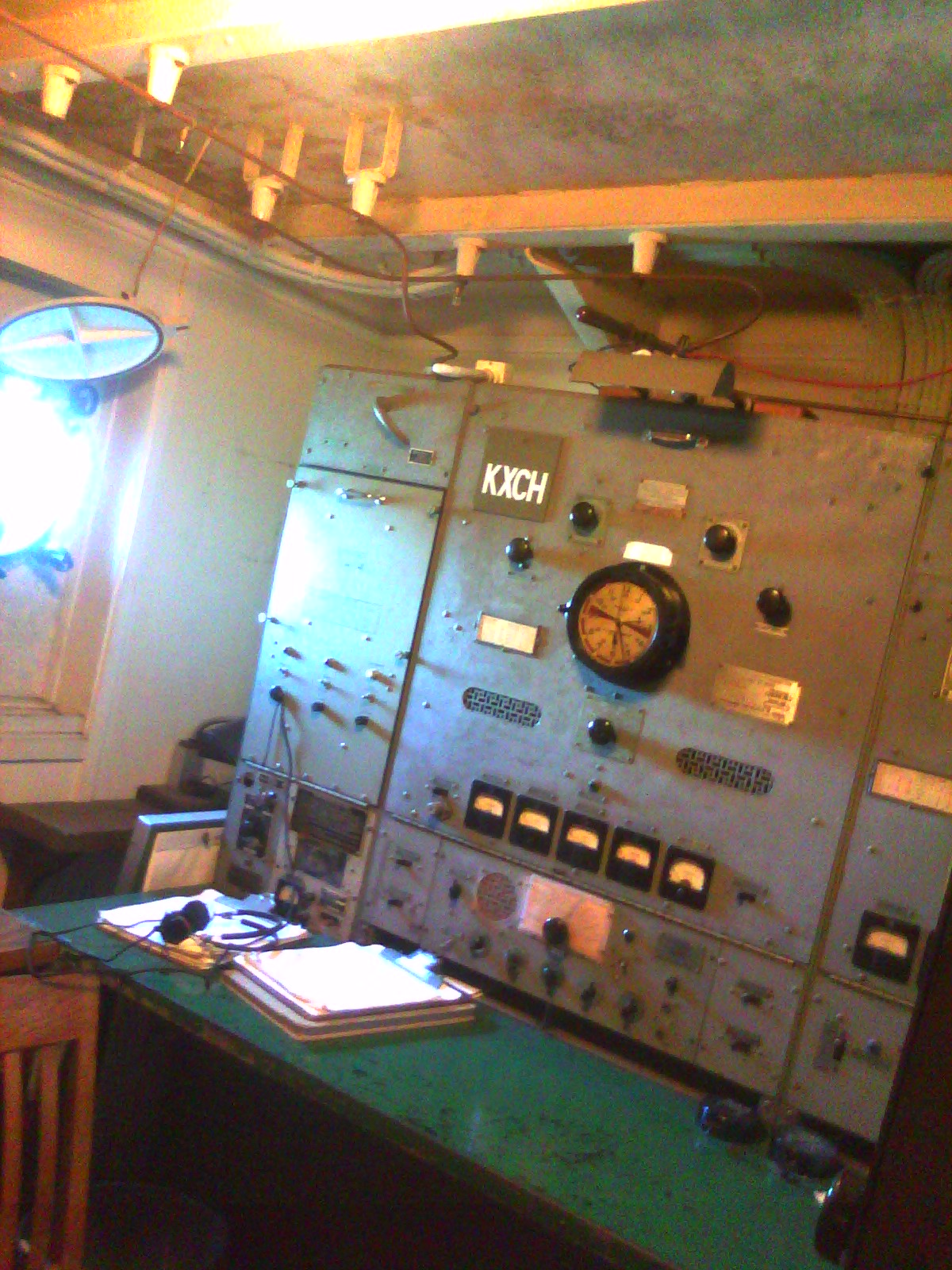
Die Kurzwellenfunkstation der O’Brien
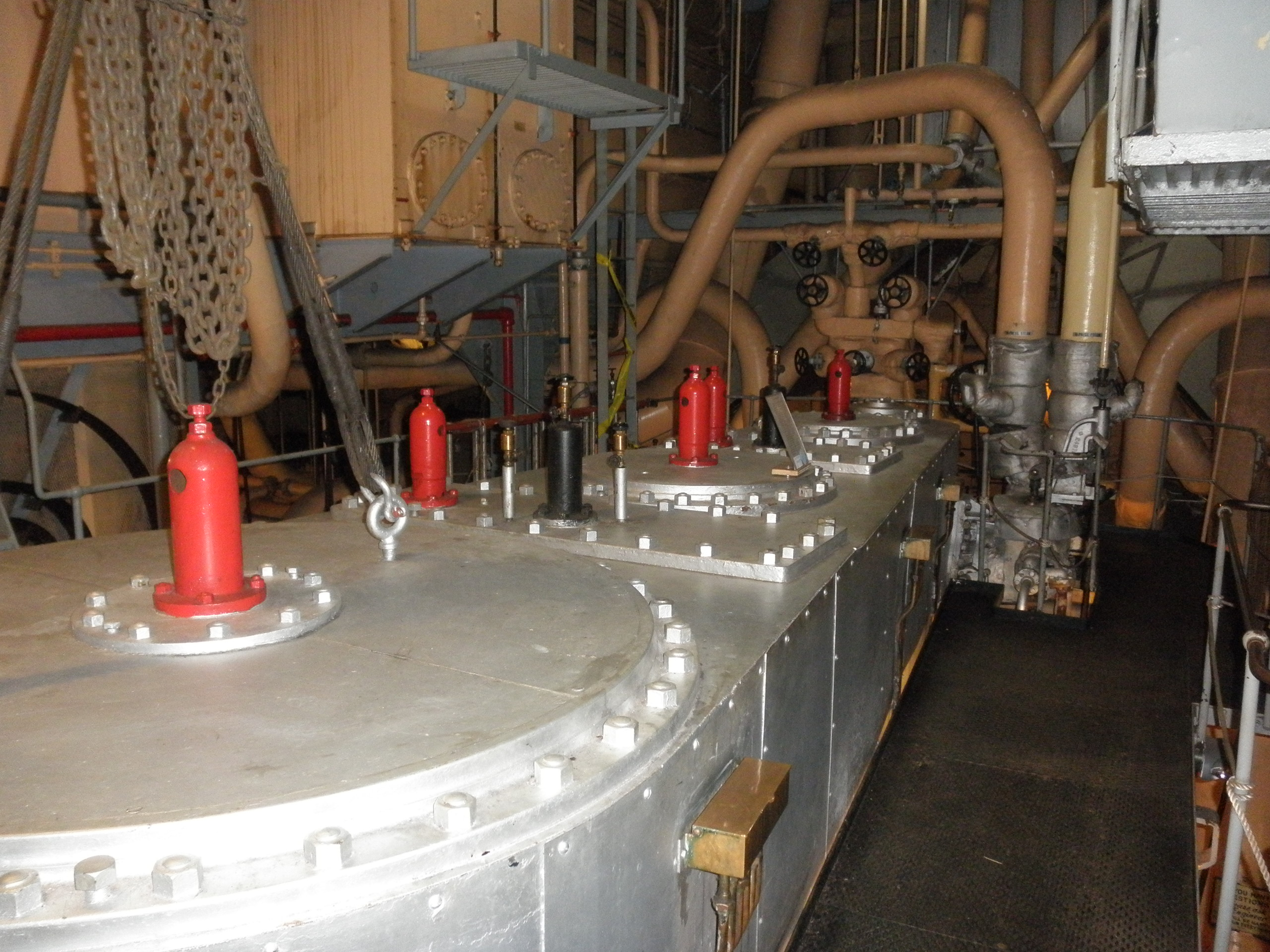
Maschinenraum mit den drei vertikalen Zylindern
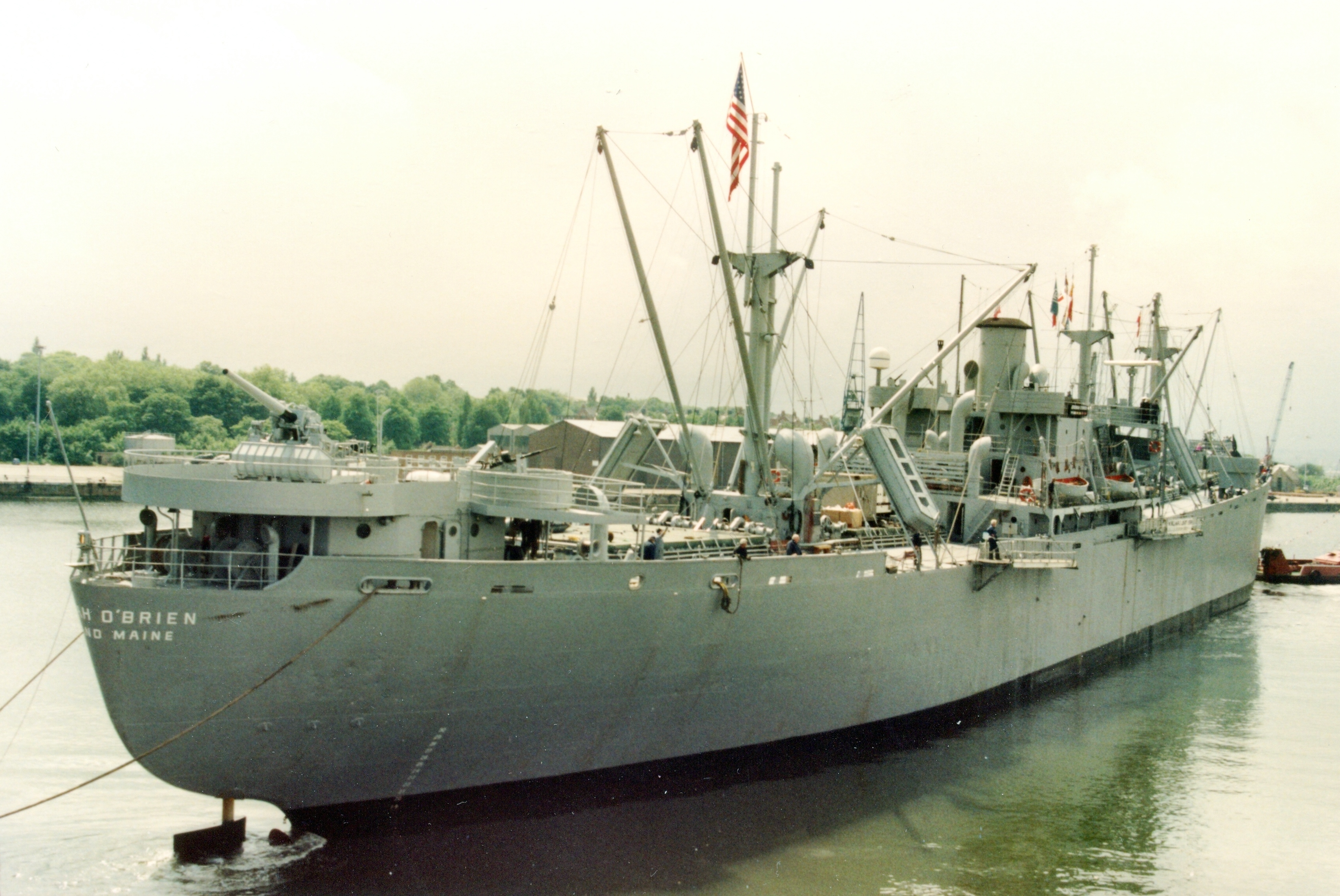
Jeremiah O'Brien in Chatham, Juni 1994, beim 50-jährigen Jubiläum des D-Day